# 水戸統括センター
水戸統括センター（みととうかつセンター）は、東日本旅客鉄道（JR東日本）水戸支社の駅・運転士・車掌を所管する組織である。
2024年3月16日に水戸営業統括センター、水戸運輸区を統合して発足。

## 所管

### 駅
- 水戸駅 - 所長所在駅
- 岩間駅★
- 友部駅
- 内原駅★
- 赤塚駅★
- （臨）偕楽園駅
- 小田林駅☆
- 結城駅★
- 東結城駅☆
- 川島駅★
- 玉戸駅★
- 下館駅
- 新治駅☆
- 大和駅☆
- 岩瀬駅★
- 羽黒駅☆
- 福原駅●
- 稲田駅●
- 笠間駅★
- 宍戸駅●
- 常陸青柳駅☆
- 常陸津田駅☆
- 後台駅☆
- 下菅谷駅☆
- 中菅谷駅☆
- 上菅谷駅
- 常陸鴻巣駅☆
- 瓜連駅●
- 静駅☆
- 南酒出駅☆
- 額田駅☆
- 河合駅☆
- 谷河原駅☆
- 常陸太田駅★

★: JR東日本ステーションサービスに業務委託　●: 簡易委託駅　☆: 無人駅

### 乗務員
- 水戸駅構内に設置（旧水戸運輸区）
- 担当線区（運転士・車掌）
  - 常磐線：友部駅 - 高萩駅間
  - 水戸線：全線
  - 水郡線：水戸駅 - 常陸大子駅・常陸太田駅間

- 担当線区（車掌）
  - 常磐線：水戸駅 - いわき駅間
  - 水戸線：全線（臨時列車のみ）
  - 水郡線：水戸駅 - 常陸大子駅・常陸太田駅間
  - 優等列車 : 特急ひたち・ときわ号
  - 臨時列車 : 快速奥久慈風っこ号

## 歴史
- 2022年10月1日 - 水戸営業統括センター（水戸、友部、下館、上菅谷各駅の統合）が発足。
- 2024年3月16日 - 水戸営業統括センターに、水戸運輸区を統合し、水戸統括センター発足。水戸営業統括センター、水戸運輸区を廃止する。

| スタブアイコン | サブスタブ | この項目は、まだ閲覧者の調べものの参照としては役立たない、鉄道に関連した書きかけの項目です。この項目を加筆・訂正などしてくださる協力者を求めています（P:鉄道/PJ:鉄道）。 |